# Megalophota leonella
Megalophota leonella är en fjärilsart som beskrevs av George Francis Hampson 1918. Megalophota leonella ingår i släktet Megalophota och familjen mott. Inga underarter finns listade i Catalogue of Life.